# Pensament obert
El pensament obert és un corrent de pensament que advoca a l'adopció de models oberts tant en el disseny, producció, edició, distribució, com a la pràctica de qualsevol procés creatiu.
El pensament obert estimula la creativitat i identifica estratègies per ampliar l'enfocament davant la resolució de problemes, emprant l'anàlisi crítica i tenint en compte diferents punts de vista. Es tracta d'una disciplina sempre hipotètica, provisional, millorable, corregible, o canviable. El sentit obert del mètode, genera sempre solucions distribuïdes. La seva antítesi és el pensament únic, que obeeix a un model tancat, centralitzat, unidireccional, no participatiu, on la solució parteix d'un únic punt de vista o el pensament tancat, només accessible als qui paguen.
El concepte és una emanació de les teories sobre una societat oberta d'Henri Bergson (1859-1941) quan va desenvolupar el tema de la moral oberta i la moral tancada en la seva obra Les Deux Sources de la morale et de la religion (Les dues fonts de la moral i de la religió) i Karl Popper en la seva obra La societat oberta i els seus enemics del 1947. Van fomentar models epistemològics i econòmics que comprometin la llibertat d'ús, compartició, col·laboració, la inclusió. Es distingeix igualment del pensament dual al qual la resposta ha de ser sí o no, en excloure a priori la possibilitat de qualsevol alternativa per descobrir. En la seva epistemologia el pensament obert aplica el principi que tota ciència és provisional, sotmesa al resultat de recerques i descobertes noves, i així diferent de sistemes tancats o dogmàtics que aspiren a formular respostes definitives.
Unes generacions més tard, aquestes idees van continuar amb l'adveniment de les noves tecnologies, els successors de Bergson i Popper van afegir obres, eines, tecnologies i formats per models de codi obert, amb l'argument que així beneficien a tothom i que contribueixen a la creació i manteniment de la societat del coneixement. «Reconeixem plenament que les tecnologies culturals disten molt de ser neutrals i que són el resultat de processos socials i relacions de poder. Com totes les tecnologies, es desenvolupen en última instància, en interès dels beneficis industrials i corporatius, i rares vegades en el nom de la major participació de la comunitat de l'autonomia creativa.» El pensament obert comença a identificar-se a partir de diferents moviments com el programari lliure de codi obert, el moviment de la cultura lliure. L'èxit del programari lliure, així com l'accés obert han permès que es comenci a aplicar a altres activitats i disciplines com la cultura lliure, educació 2.0, la política (democràcia participativa) o l'economia (economia oberta).
En l'àmbit català, es van organitzar des del 1990 a la comarca d'Osona l'anual «Fòrum de Debat» i el 2004 «I Jornades de pensament obert i cultura de la pau».